# قهرمان بی‌لی
قهرمان بی‌لی (به لاتین: Qəhrəmanbəyli) یک منطقه مسکونی در جمهوری آذربایجان است که در شهرستان آق‌دام واقع شده است.